# 1,2-dithietan
1,2-Dithietan je organická sloučenina, čtyřčlenný nasycený heterocyklus se dvěma atomy síry v sousedních polohách.
Spojení kruhového napětí a navzájem se odpuzujících volných elektronových párů v atomech síry oslabuje vazbu S-S a molekula je tak nestálá; samotný 1,2-dithietan byl poprvé připraven v roce 2000, je však známo několik jeho derivátů. 3,4-Diethyl-1,2-dithietan-1,1-dioxid má jeden atom síry plně oxidovaný. Dithiatopazin je tricyklická sloučenina, v níž se vyskytuje můstek tvořený vazbou -S-S.
V roce 2008 byl připraven 1,2-dithietan-3-on, keton 1,2-dithietanu, reakcí α-dithiolaktonu s ethoxykarbonylformonitriloxidem. Popsán je také 4,4-di-terc-butyl-1,2-dithietan-3-on a připravena byla rovněž spirosloučenina 5,5,9,9-tetramethyl-1,2-dithiaspiro[3.5]nonan-3-on.
1,2-Dithietan měl být připraven z ethan-1,2-dithiolu a jodu, hlavním produktem byl ale osmičlenný kruh.
Při reakci 2,3-bis(sulfanyl)propan-1-olu s 3-methyllumiflavinem vzmiká jako meziprodukt 3-hydroxy-1,2-dithietan, který se na světle polymeruje na řetězce -SSCH(OH)CH2-.